# 浑光中
浑光中（?—?），西夏大臣，夏神宗李遵顼时参知政事。
夏襄宗应天三年（1208年），夏襄宗李安全派浑光中充贺金正旦使，到达金中都（今北京市），朝见金章宗。回国后，夏神宗李遵顼即位，升任浑光中为参知政事。